# Cheirogaleus lavasoensis
Cheirogaleus lavasoensis — вид крысиных лемуров. Описан в 2013 году.

## Открытие
Впервые особи Cheirogaleus lavasoensis были обнаружены в 2001 году, но из-за малого количества сравнительных данных из других частей острова, лемуры были отнесены к виду C. crossleyi. То что животные принадлежат к ещё не описанному виду было установлено с помощью анализа ДНК. Видовое название было дано в честь горного массива, близ которого были пойманы первые особи данного вида.

## Описание
Ареал вида состоит из трех изолированных участков леса на южной оконечности Мадагаскара. Образ жизни — ночной. Во время зимы животные впадают в спячку в норах. Cheirogaleus lavasoensis достигают в длину 50—55 сантиметров и весят около 300 граммов. От Cheirogaleus crossleyi они отличаются более вытянутой головой и широкими ушами. Глаза Cheirogaleus lavasoensis окружены резко очерченными темными кольцами шириной 3—4 миллиметра и пигментированной кожей, окраска которой распространяется на нос. Макушка и лоб красновато-коричневые, уши окрашены в темный цвет и покрыты черными волосами на внутренней и внешней стороне.
По мнению биологов, эти карликовые лемуры находятся на грани вымирания, их популяция оценивается всего в пять десятков особей.